# Voulez-Vous (песня)
«Voulez-Vous» (с фр. — «Хотите ли Вы?») — песня в стиле диско шведской поп-группы ABBA, написанный Бенни Андерссоном и Бьорном Ульвеусом (рабочее название — «Amerika»). Вокал — Агнета Фельтског и Анни-Фрид Лингстад.
Песня является второй дорожкой в одноимённом альбоме 1979 года. В Великобритании «Voulez-Vous» был выпущен вместе с «Angeleyes» (причём последний находился на A-стороне); практически во всех остальных странах «Voulez-Vous» выпускался отдельным изданием. Песня также присутствует в альбоме ABBA Gold, сначала в версии длиной 4:21 (первые издания, около 1992 года) и затем в полной (5:09) версии, начиная с 1999 года. «Angeleyes», в свою очередь, представлен в компиляции More ABBA Gold.
«Voulez-Vous» является единственной песней ABBA, имеющей официально выпущенный танцевальный ремикс длиной 6:07, впоследствии включённый в компиляцию 2001 года The Definitive Collection.
Сравнительно с другими композициями ABBA как до, так и после выпуска этого сингла, «Voulez-Vous» не стал хитом группы. Он занял первое место в Бельгии, попал в пятёрку в Великобритании, Ирландии и Нидерландах, занял 9 позицию во Франции, Швейцарии, Испании и Южной Африке, но где-либо ещё в десятку попасть не удалось.
В разных странах сингл издавался в различных версиях и, порой, с обложками, отличающимися от шведского оригинала. Так, например, во Франции диск издавался в 12-дюймовом формате, со скоростью вращения 33⅓ оборота в минуту, би-сайдом на французском сингле шла «Does Your Mother Know». Испанское издание, также с другой обложкой, на оборотной стороне несло композицию «Kisses of Fire».

## Позиции в чартах
| Чарт (1979)                      | Позиция |
| -------------------------------- | ------- |
| Australian ARIA Singles Chart    | 79      |
| Belgian VRT Top 30 Singles Chart | 1       |
| Dutch Top 40                     | 4       |
| Irish Singles Chart              | 3       |
| French IFOP Singles Chart        | 9       |
| German Singles Chart             | 14      |
| South African Singles Chart      | 9       |
| Spanish Singles Chart            | 9       |
| Swiss Singles Chart              | 9       |
| UK Singles Chart                 | 3       |
| U.S. Billboard Hot 100           | 80      |

## Некоторые кавер-версии
- Песня «Voulez-Vous» вновь заняла ведущие позиции в британских чартах в 1992 году, когда стала одной из 4 песен АВВА, записанных группой Erasure для альбома Abba-esque.
- Шведская группа A*Teens записала свою версию, представленную в их дебютном альбоме The ABBA Generation.
- Различные евродэнс- и hi-NRG-ремиксы в исполнении Abbacadabra были выпущены в конце 1990-х лейблом Almighty Records, некоторые попали в компиляцию 2008 года We Love ABBA: The Mamma Mia Dance Collection.
- В английском трибьют-альбоме 1999 года «ABBAMania» кавер-версию исполняла группа Culture Club. Последующий в 2004 году диск «ABBAMania 2» включал эту песню в обработке ска-группа Madness.
- Хеви-металлическая версия песни в исполнении шведской группы Morgana Lefay присутствует в альбоме-посвящении 2001 года — «A Tribute to ABBA».
- Ещё одну версию той же стилистики представила шведская группа Time Requiem, в качестве бонус-трека в японском издании своего альбома «The Inner Circle Of Reality».
- Исландская рок-группа HAM[англ.] выпустила кавер-версию, которая стала одной из их знаковых концертных песен.
- Латинская группа Menudo исполнила испанскую кавер-версию этой песни для своего собственного альбома Chiquitita. Они также перезаписали его со своим составом 1981 года для альбома Xanadu.

## Упоминания в других произведениях
- «Voulez-Vous» представлен в мюзикле Mamma Mia!.